# Goubinia insueta
Goubinia insueta is een slakkensoort uit de familie van de Eulimidae. De wetenschappelijke naam van de soort is voor het eerst geldig gepubliceerd in 1923 door Dautzenberg.